# Marlene Ambo-Rasmussen
Marlene Ambo-Rasmussen (født 14. marts 1986 i Magleby på Langeland) er en dansk politiker fra Venstre, der har været medlem af Odense Byråd siden 2017 og var folketingsmedlem fra 2019 til 2022, hvor hun var Venstres familieordfører og trivselsordfører. Hun har været folketingskandidat siden 2012.

## Baggrund
Ambo-Rasmussen blev født den 14. marts 1986 i Magleby og bor pr.  2022 i Odense. Hun er gift og har to børn.